# Röd kragskivling
Röd kragskivling (Leratiomyces ceres) är en svampart som först beskrevs av Cooke & Massee, och fick sitt nu gällande namn av Spooner & Bridge 2008. Leratiomyces ceres ingår i släktet Leratiomyces och familjen Strophariaceae.   Inga underarter finns listade i Catalogue of Life.